# Gare de Saint-Gall
La gare de Saint-Gall (en allemand Bahnhof St. Gallen) est une gare ferroviaire suisse, la plus importante de la ville de Saint-Gall, chef-lieu du canton éponyme.

## Histoire
La première gare centrale de Saint-Gall date des années 1853-1856 et, selon l'étude de planification menée par la société Compagnie de l'Union-Suisse alors propriétaire, devait suffire à absorber les besoins de la ville pour une longue période. Toutefois, la gare allait se révéler nettement insuffisante dès les années 1880. Après près de 25 ans de conflit, les Chemins de fer fédéraux suisses nouvellement créés concluent un accord avec la ville pour totalement refondre la gare, de même que le quartier environnant, en créant en particulier un nouveau quartier d'affaires entre la gare et le Multertor. Ce nouveau quartier devenait indispensable en raison du boom de l'industrie textile dans la région.

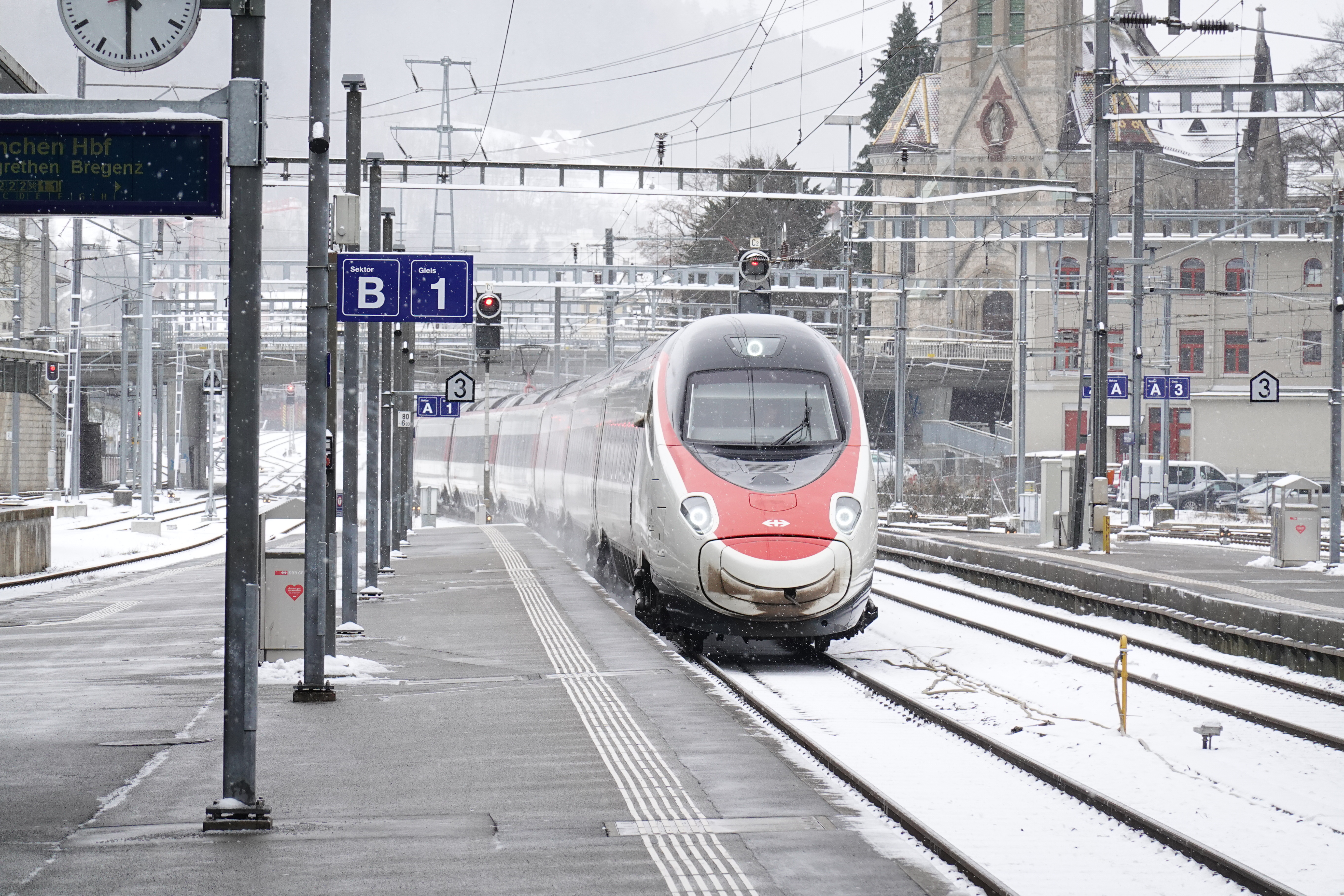
Une rame de type ETR 610 des CFF entre en gare de Saint-Gall.

Un concours est finalement lancé par les CFF en collaboration avec le département fédéral de l'intérieur. Il est remporté par le bureau d'architecture d'Alexander von Senger, qui réalise un nouveau bâtiment de style néo-baroque, inauguré en 1913. L'édifice accueille également le bureau principal de la poste ; il sera rénové en 1999. En 1915, c'est le hangar attenant de 42 mètres par 190 qui est inauguré en présence du professeur Karl Moser. Ce bâtiment est le plus grand de son genre encore existant en Suisse ; transformé en centre culturel accueillant différentes expositions depuis 2008, il est racheté en vue de transformation (avec le château d'eau attenant) par le canton à la suite d'un référendum accepté en 2008.
En 1976, la nouvelle mairie de la ville de St-Gall s'installe à l'extrémité est de la gare, à l'endroit où se dressait le bâtiment originel de 1856.
Depuis le 21 novembre 2009, la gare de Saint-Gall est la neuvième « Rail City » du pays. Ce statut permet d'étendre les horaires d'ouverture des commerces qui s'y trouvent, tout en assurant des normes de qualité plus élevées, en particulier sur le plan de la sécurité et de la propreté. À la même époque, l'ensemble du bâtiment est inscrit comme bien culturel suisse d'importance nationale.
En 2012, une votation populaire accepte le projet Bahnhof Nord qui prévoit la création d'un nouveau bâtiment dédié à la FHS St. Gallen, d'une station de métro, d'un parking pour vélo. Cette même année, la place de la gare a été interdite au trafic automobile.